# شارلوت كورتلاند إليس
شارلوت كورتلاند إليس (بالإنجليزية: Charlotte Cortlandt Ellis)‏ هي عالمة نبات أمريكية، ولدت في 27 يونيو 1874 في جوليت في الولايات المتحدة، وتوفيت في 17 مارس 1956.